# Duomo di Marsala
La chiesa madre di Marsala è dedicata a San Tommaso di Canterbury. L'edificio di culto si affaccia col prospetto su piazza della Repubblica e l'adiacente via Giuseppe Garibaldi. È la più grande delle chiese di Marsala, appartenente alla diocesi di Mazara del Vallo, sede vescovile titolare Dioecesis Lilybaetana, sede dell'arcipretura e del vicariato foraniale della forania di Marsala, sotto il patrocinio di san Tommaso di Canterbury. È anche sede della parrocchia di San Tommaso di Canterbury.

## Diocesi di Lilibeo

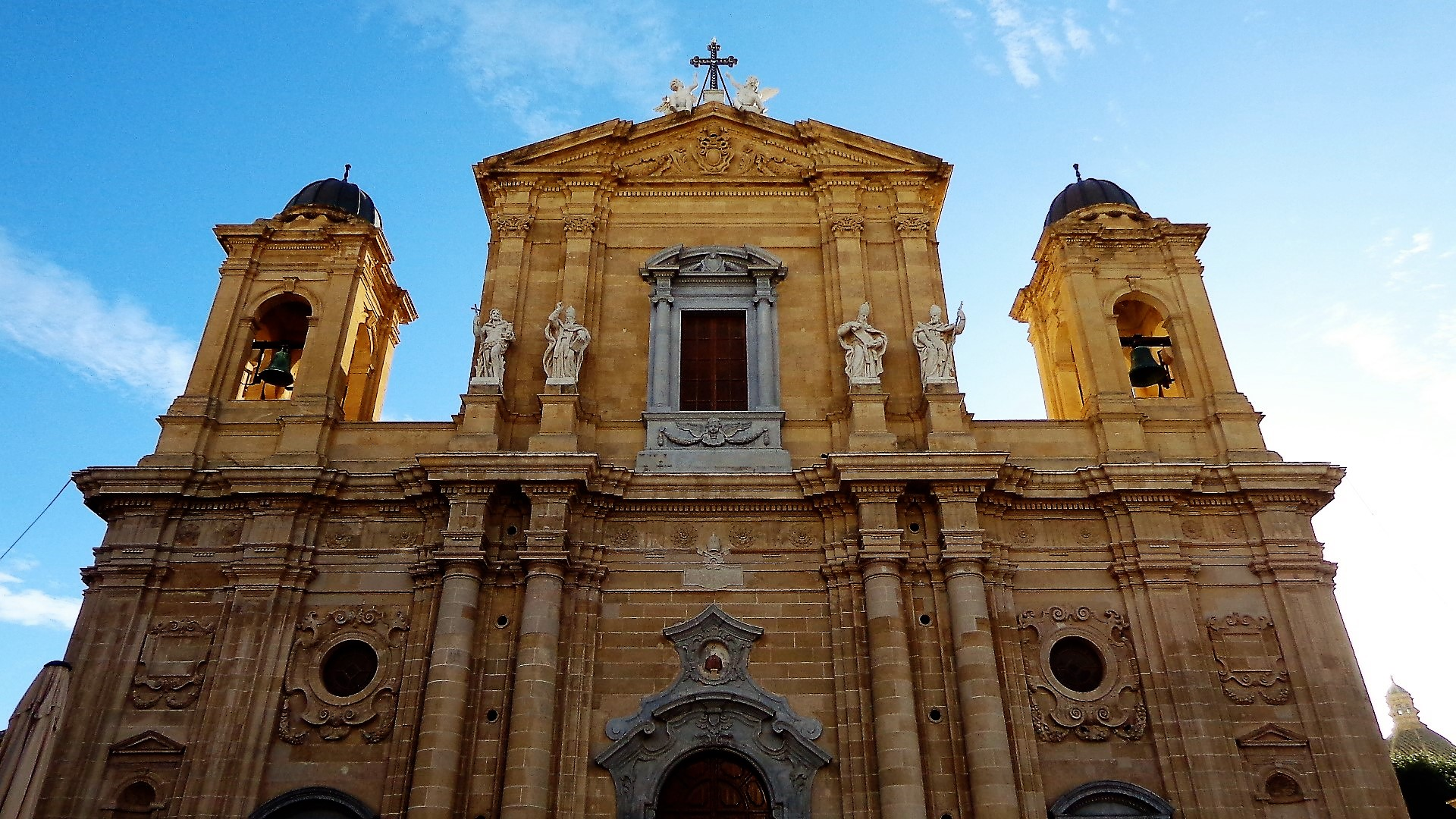
Prospetto.

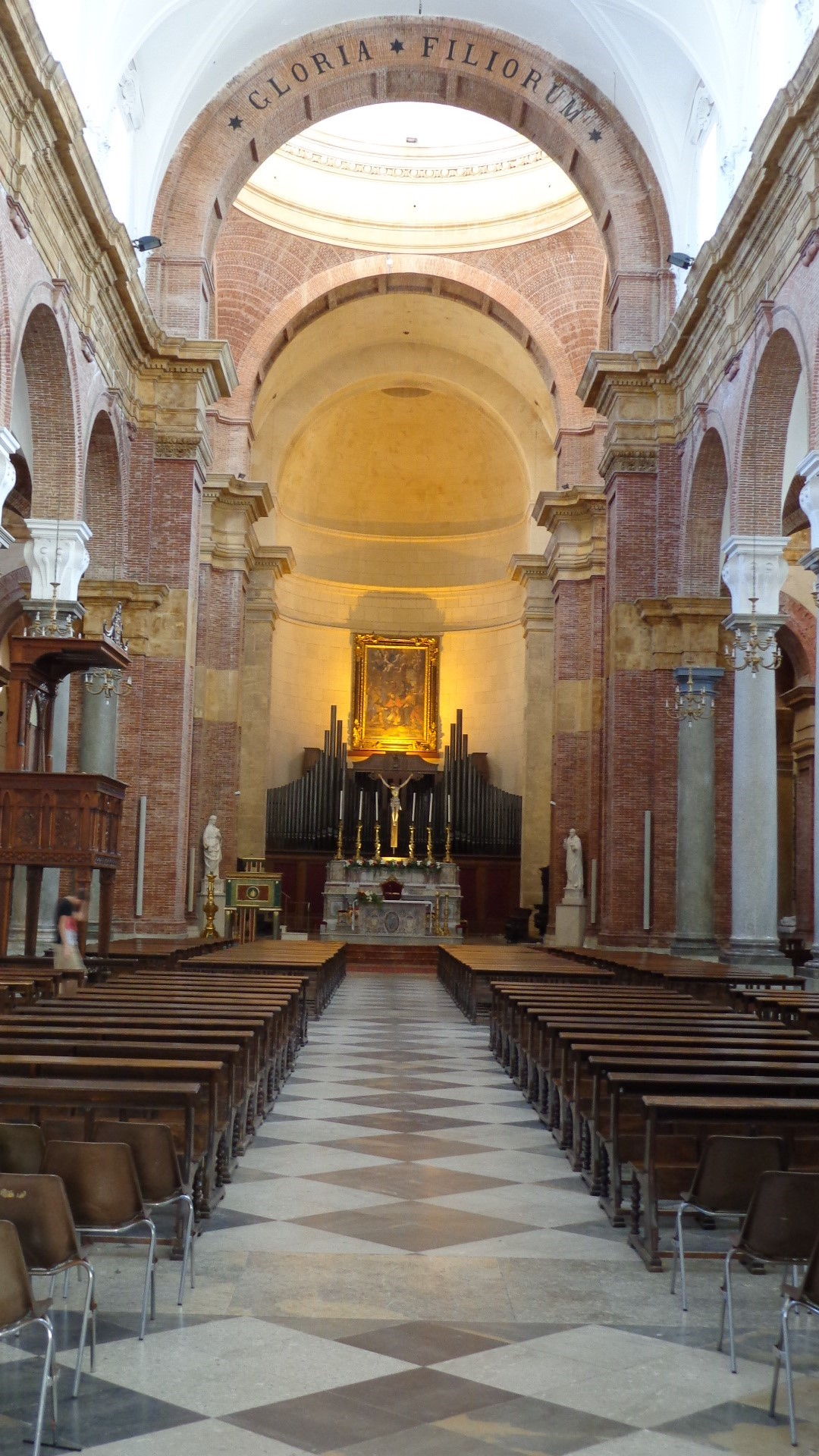
Interno.

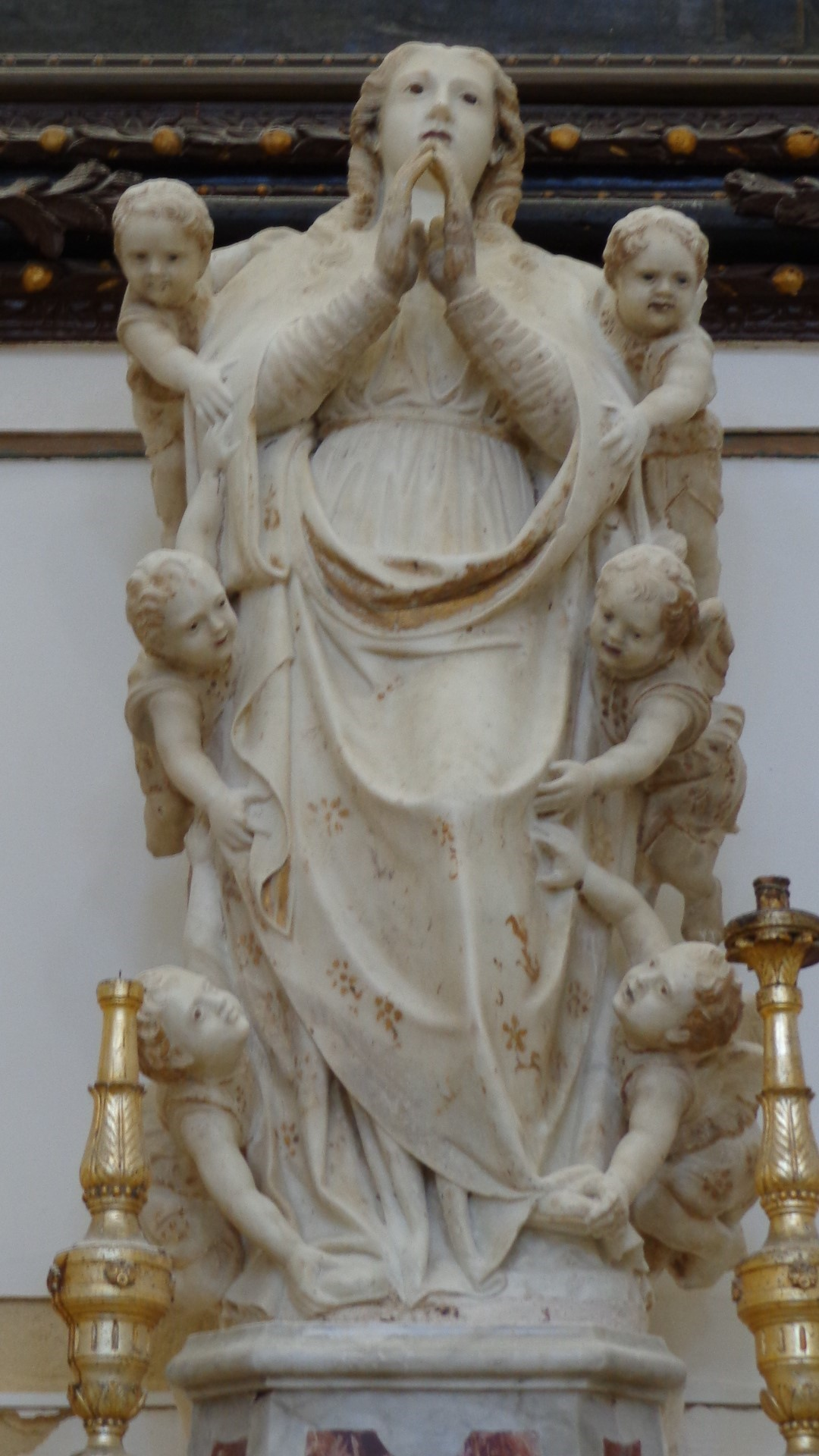
Madonna Assunta.

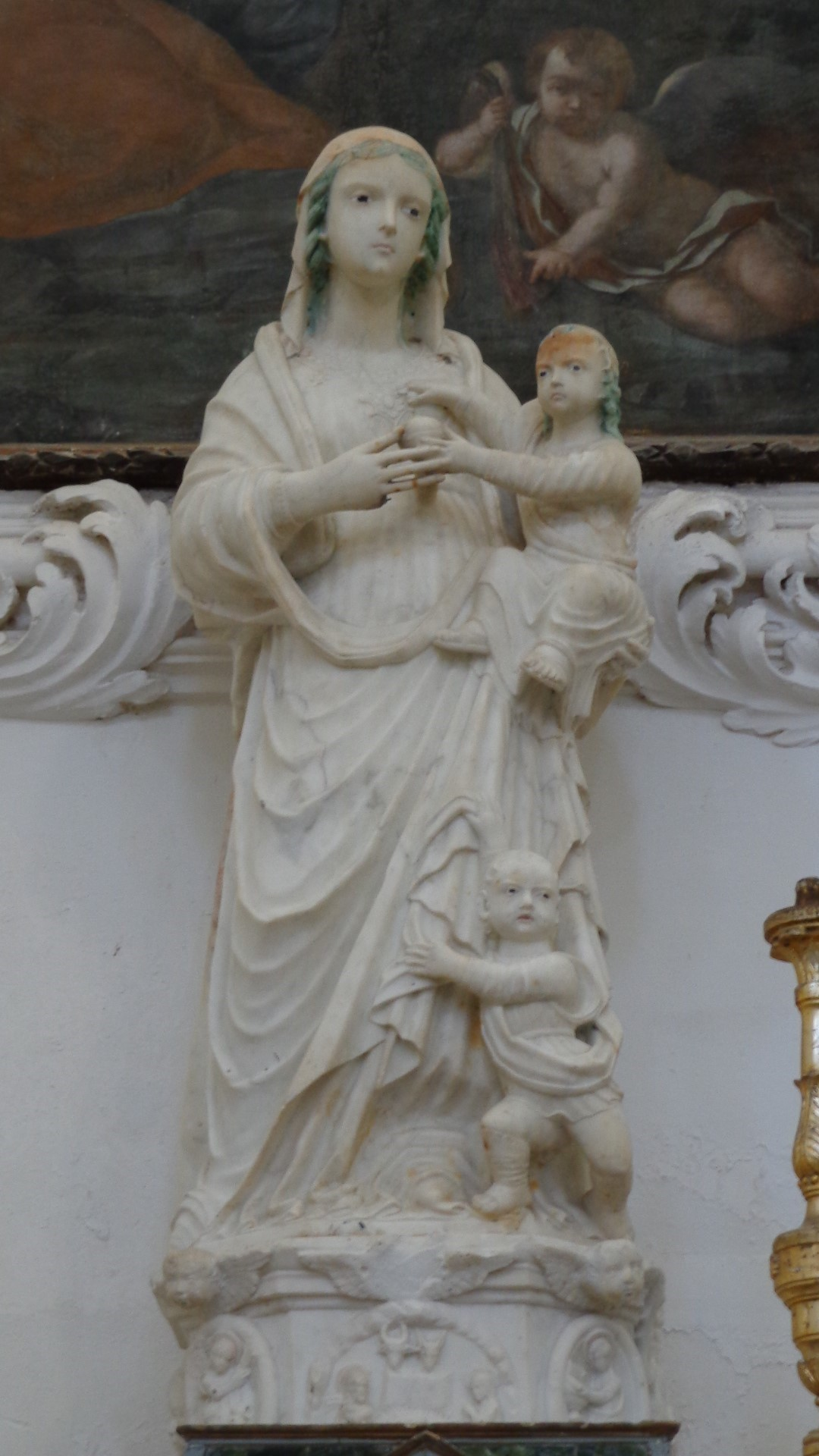
Madonna della Grotta.

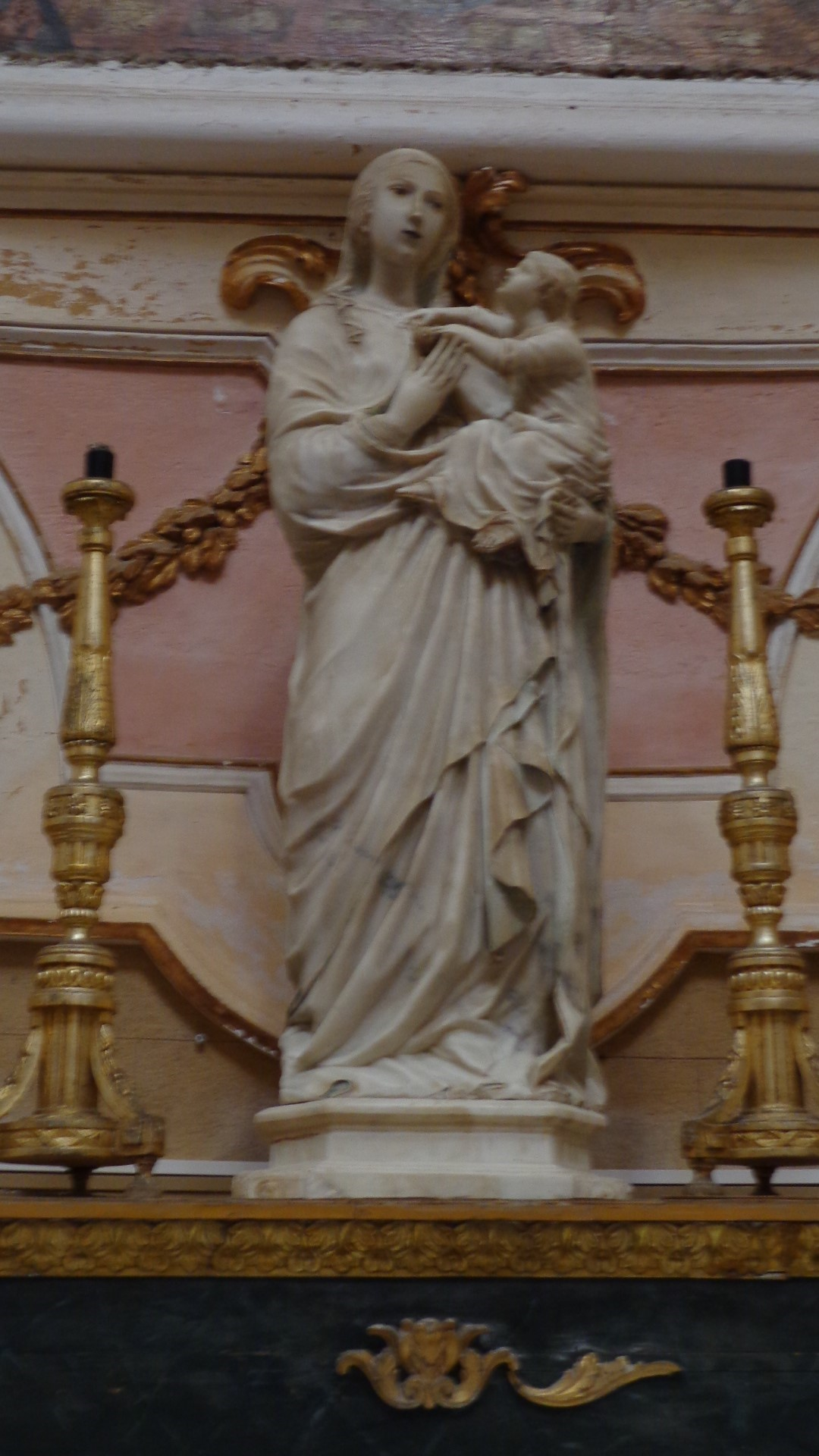
Madonna dell'Itria.

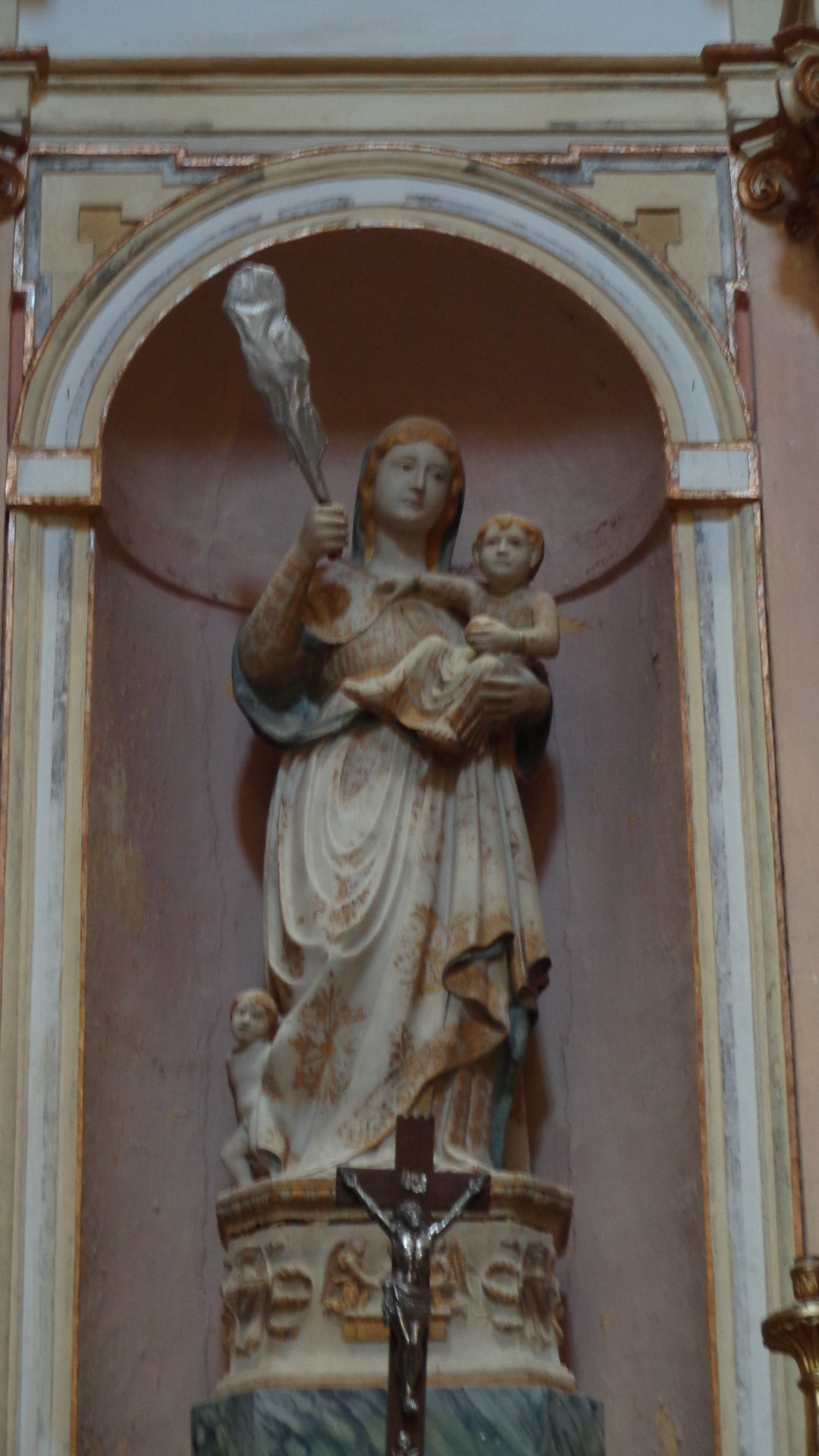
Madonna del Soccorso o Madonna della Mazza.

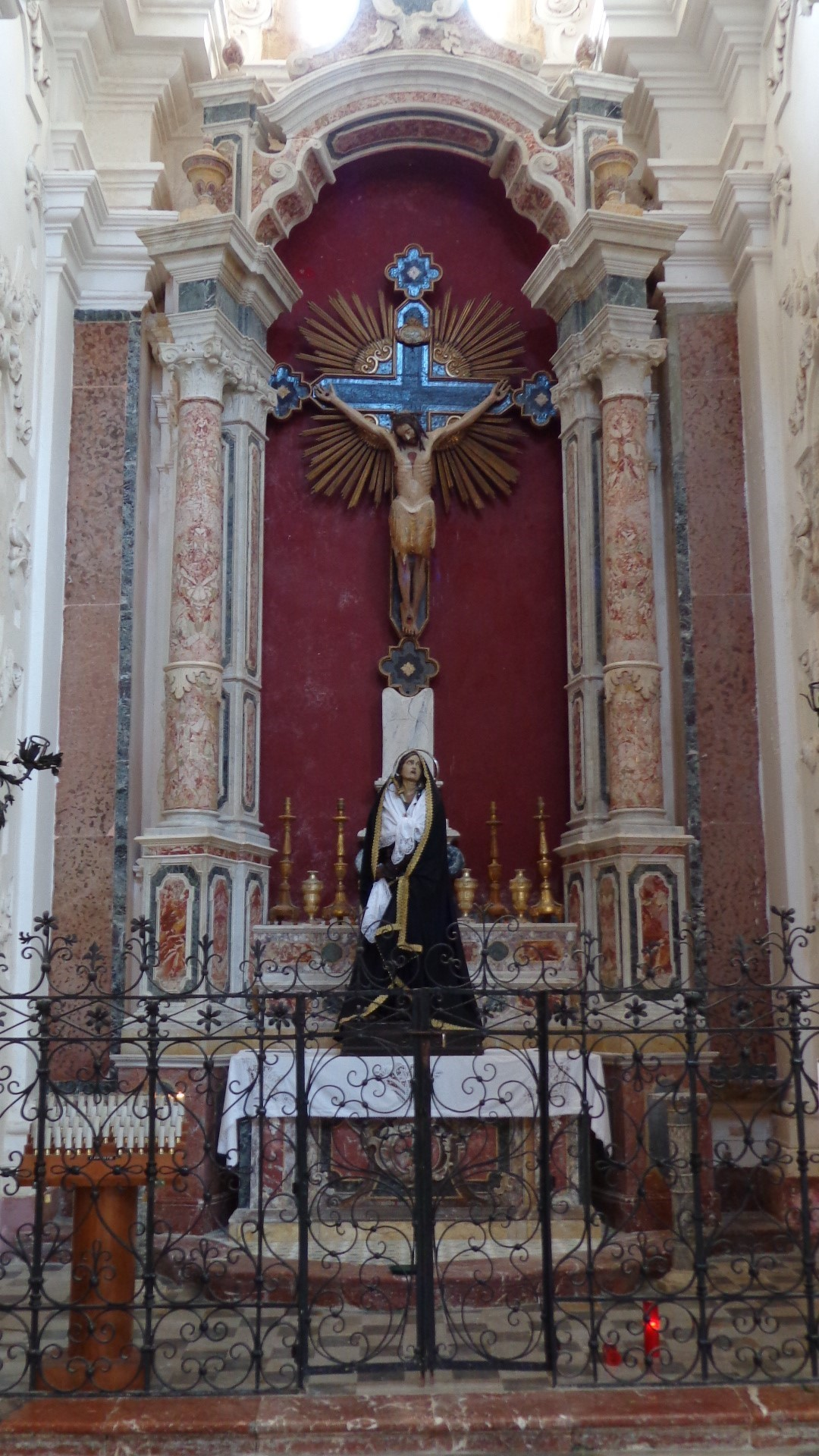
Cappella del Santissimo Crocifisso.

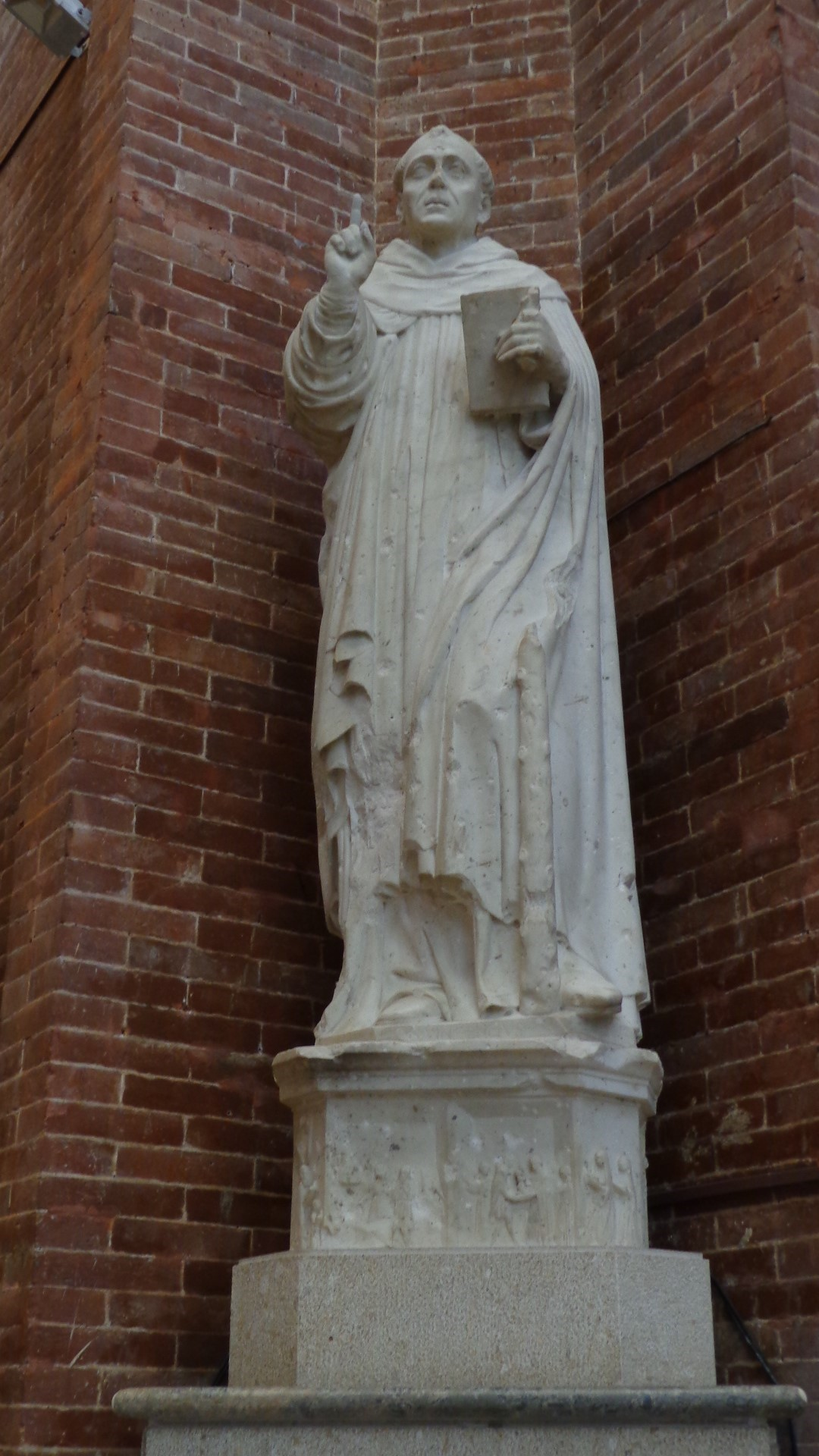
San Vincenzo Ferreri.

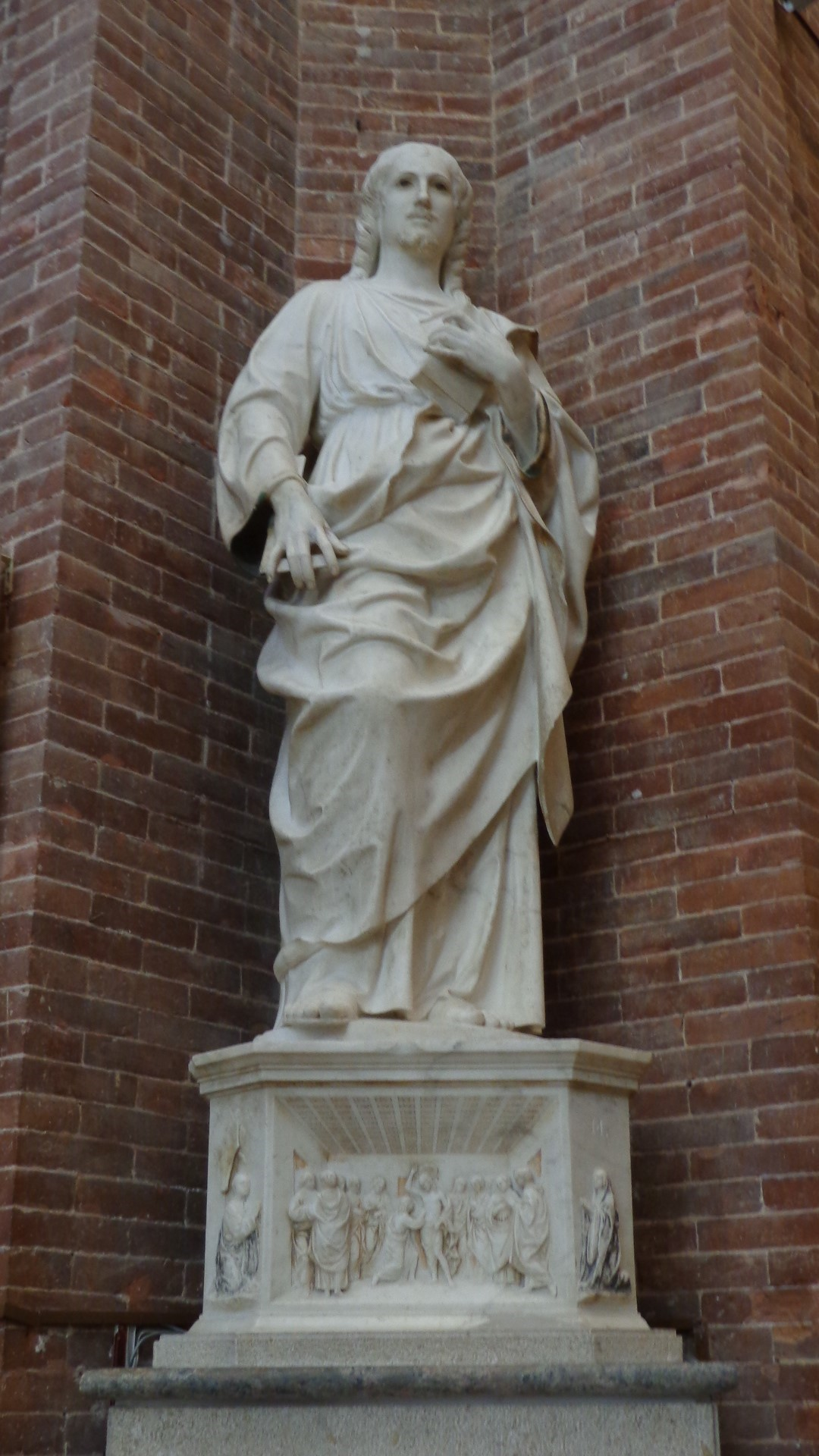
San Tommaso Apostolo.

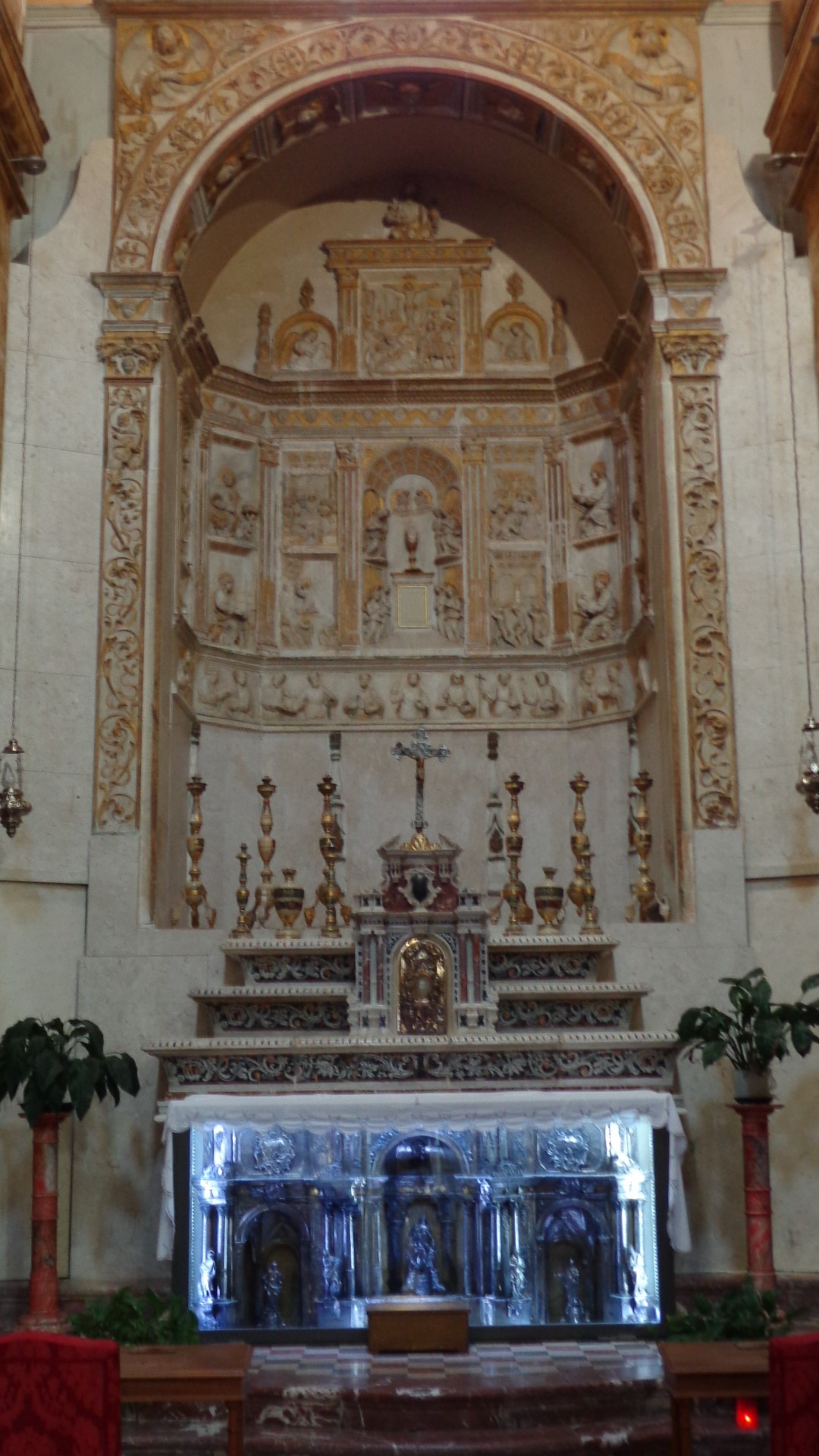
Cappella del Santissimo Sacramento, icona.

- II secolo prima metà - IX secolo, Diocesi di Lilibeo. Soppressa nel IX secolo in epoca araba e non ricostituita in epoca normanna XI secolo. Sede vescovile titolare Dioecesis Lilybaetana dal 1966, pertanto alla chiesa madre di Marsala compete il titolo di cattedrale[senza fonte]

## Storia

### Epoca bizantino - araba
Sono attestati impianti di basilica cattedrale dalla prima metà del II secolo fino alla soppressione della Diocesi di Lilibeo nel IX secolo.

### Epoca normanna
Al Idrisi geografo arabo al servizio di re Ruggero II di Sicilia, documenta il predominio commerciale di Mazara su Marsala, al punto che quest'ultima non è riconfermata come sede della diocesi. La primitiva basilica paleocristiana a causa delle scorrerie arabe versa in precarie condizioni, pertanto è assai probabile che questo primo edificio di culto sorga sullo stesso sito della ricostruzione normanna, come attestato dai rinvenimenti.
Secondo la tradizione, il duomo normanno fu eretto intorno al 1176, epoca in cui reggeva la diocesi della Val di Mazara il marsalese Tutino. Per compensare i propri cittadini della perdita della sede vescovile, elevò la Chiesa di Marsala alla dignità di arcipretura. L'edificio sorgeva affacciato su piazza Maggio, ove oggi è la porta laterale, si sviluppava in senso ortogonale alla chiesa attuale per 25 metri, occupando più della metà dell'attuale via Garibaldi, verosimilmente con pianta basilicale, absidi, cappelle laterali, preceduto da un portico con colonne e da un campanile.
La consacrazione del tempio normanno va collocata tra il 1173, anno della canonizzazione del santo, e il 1189, fine del regno di Guglielmo II di Sicilia e Giovanna d'Inghilterra.

### Epoca aragonese
A partire dal regno di Alfonso il Magnanimo, anche Marsala è soggetta al diffondersi nell'isola, del linguaggio artistico rinascimentale, nel campo delle arti figurative vive di riflesso la cultura delle correnti toscano - carraresi e lombardo - ticinesi, ovvero del contributo di marmorari settentrionali, attivi a Palermo sin dalla metà del XV secolo. Nonostante le difficili condizioni economiche, il duomo normanno, nel periodo a cavallo tra il 1497 e il 1590 è ampliato ben tre volte.
- 1497, Primo ampliamento. Caratterizzato dalla costruzione di un cappellone e due cappelle laterali, di cui una dedicata al culto del Santissimo Sacramento e concessa in patronato ai Ministrali, la confraternita laica costituita da fabbri, sarti, calzolai e falegnami. Grazie alla munificenza di privati cittadini, appartenenti ai ranghi militari e civili, come il cavaliere e capitano di giustizia Giulio Alazaro, i nobili Pietro di Anello e Antonio La Liotta, o di confraternite laiche delle maestranze, la chiesa madre si arricchisce di capolavori scultorei opere dei Gagini, Berrettaro, Mancino, Di Battista.
- 1590, I lavori eseguiti sul finire del XVI secolo[1] si desumono in parte dalla descrizione di Gioacchino di Marzo, nello specifico con riferimento ai lavori di rimodulazione della Cappella del Santissimo Sacramento. Per conferire l'attuale connotazione barocca del basamento dell'altare con l'inserimento del paliotto argenteo, furono scalzate quattro figure nella parte inferiore del manufatto per essere in seguito inserite nelle pareti laterali interne fra ornamenti in stucco. Quest'opera di parziale smantellamento, riassemblaggio e decorazione plastica in stucco è attribuita ad Orazio Ferrero da Giuliana, il quale appesantì l'architettura dell'ambiente con la figura di Dio Padre nella volta.

In epoca borbonica, nella prima metà del XVIII secolo, è documentato l'intervento dell'architetto trapanese Giovanni Biagio Amico per il rifacimento delle coperture.

### Epoca contemporanea
- Nel 1893 crollò la cupola della cattedrale, la chiesa fu chiusa ai fedeli per ragioni di sicurezza. L'edificio fu riaperto al pubblico dieci anni dopo con una copertura provvisoria.

Nel 1950 fu ricostruita la cupola odierna, che recentemente nel 2016 è stata ristrutturata.

## Stile architettonico
La Chiesa Madre di Marsala in dialetto chiamata Matrice (anche Madrice) è una chiesa su base basilicale con prospetto di Duomo.

### Esterno
Il primo ordine della facciata (parte inferiore) è in stile barocco, mentre il secondo ordine (la parte superiore) di essa e il campanile in cui sono stati completati cento anni dopo dal termine della costruzione è in stile barocchetto

### Interno
L'interno della Chiesa è in stile normanno in modo particolare l'altare maggiore, alcuni particolari della cappelle e anche in stile barocco.

## Navata destra
- Prima campata: Cappella del Battistero. Fonte battesimale marmoreo del XVII secolo con cupolino ligneo ottagonale del XIX secolo, dipinto su tela raffigurante il Battesimo di Gesù del XVIII secolo, oggi trasferito in sacrestia.
- Seconda campata: Cappella di San Cristoforo. Sull'altare una raffigurazione della Madonna Assunta con sei cherubini nell'atto di condurla in cielo opera proveniente dalla dismessa icona scolpita da Antonino Gagini,[3] fra i rilievi della Presentazione al tempio e Morte della Vergine, quest'ultimo manufatto attribuito per stile al padre Antonello Gagini, la tela settecentesca sull'altare raffigurante San Cristoforo, ai lati la Liberazione di San Pietro dal carcere la Decapitazione di San Paolo. Sulla parete destra è incastonata la pietra tombale di donna Barbara Grifeo † 1552, proveniente dal sepolcro Grifeo della chiesa del Carmine. Cappella patrocinata dalla maestranza dei "massari" ovvero degli uomini di fatica, contadini e degli incaricati alla pulizia del tempio.
- Terza campata: Cappella di Santa Rosalia. Sull'altare il dipinto raffigurante Santa Rosalia rappresentata mentre scrive sotto dettatura di un angelo di gusto classico - barocco del 1656. Sull'altare è collocata la statua della Madonna della Grotta opera di Gabriele di Battista e Giacomo Di Benedetto proveniente dalla chiesa di Santa Maria della Grotta del 1490. La cappella ospita i sarcofagi di scuola gaginesca di Bernardo Requesens † 1539 a destra, e di Antonio Grignano † 1475 a sinistra opera di Domenico Gagini,[4][5] manufatti provenienti dalla chiesa del Carmine.
- Quarta campata: ingresso laterale Milazzo Maggio. Nel vano trovano collocazione i sarcofagi di Ludovico Petrulla, carmelitano marsalese filosofo e teologo † 1504 delimitato da una Annunciazione e Agnus Dei manufatti di bottega gaginesca attribuiti ad Andrea Mancino. Il sarcofago di Filippo Maria, procuratore generale dell'Ordine dei Carmelitani † 1612. Entrambi i sepolcri sono provenienti dalla chiesa del Carmine. Acquasantiera del 1543 attribuita a Giacomo Gagini.
- Quinta campata: Cappella di San Mattia. Sull'altare è collocata la tela raffigurante San Mattia Apostolo nell'atto di evangelizzare fra La strage degli innocenti e La Deposizione provenienti dalla chiesa di Sant'Antonio Abate opere del pittore trapanese Domenico La Bruna. La cappella era sotto il patronato della Lazzara che commissionò la Madonna dell'Itria opera di Antonino Gagini del 1564 e il sarcofago del Capitano di Giustizia Giulio Lazaro (o Lazzara) e della moglie Brigida Sanclemente del 1566[6]. L'altare presenta un paliotto in marmi mischi siciliani del XVIII secolo recante al centro il monogramma I.H.S. tra gli stemmi di monsignor Francesco Maria Graffeo, vescovo di Mazara.
- Sesta campata: Cappella della Sacra Famiglia. Sull'altare in vetro dipinto e legno è collocata la tela di stile barocco che rappresenta la Sacra Famiglia.
- Settima campata: Cappella del Crocifisso. La macchina d'altare è di gusto barocco settecentesco ricoperta con marmi mischi siciliani, il Crocifisso ligneo è del XV secolo opera di De Crescenzo, è presente una statua in legno e tela della Madonna Addolorata del XVIII secolo. Cappella patrocinata dalla confraternita degli agricoltori dal 1686.

## Navata sinistra
- Prima campata: Cappella di San Giovanni Nepomuceno. Sulla parete la tela raffigurante San Giovanni Nepomuceno in apoteosi, protettore dei confessori. Sulla mensa è collocata la statua lignea di Sant'Eligio del XVIII secolo, protettore dei fabbri e maniscalchi. Ai lati due affreschi sul tema della Confessione. Cappella patrocinata dalle maestranze dei fabbri e maniscalchi.
- Seconda campata: Cappella dei Santi Simone e Giuda. I bottai commissionarono una tela di stile tardo - gotico dedicata alla statua lignea della Madonna di Portosalvo del 1593,[7] protettrice dei naviganti, il dipinto dei Santi Simone e Giuda e sul lato sinistro della cappella è collocata la statua di San Michele Arcangelo. All'interno della cappella sono presenti due affreschi votivi: la Madonna che salva la nave in pericolo a sinistra e una Veduta del porto di Marsala a destra che sovrasta il sarcofago di Giulia Ventimiglia, proveniente dalla chiesa della Madonna della Cava.[7] Cappella patrocinata dalla maestranza dei bottai.
- Terza campata: Cappella dei Quattro Santi Incoronati. Sull'altare campeggia la tela con i Quattro Santi Coronati, protettori dei muratori e scalpellini, Severo, Severino, Carpoforo e Vittorino martirizzati a Roma sotto Diocleziano nel '300. La cappella ospita inoltre una piccola tela raffigurante Le anime del Purgatorio e la Madonna fra due sante e due statue nelle nicchie laterali: un Ecce Homo ligneo ed un San Giuseppe ligneo. Cappella patrocinata dalla maestranza dei murifabbri fin dal 1699.
- Quarta campata: ingresso laterale di via Garibaldi. Acquasantiera in marmo bianco di Carrara, attribuita a Domenico Gagini del 1474.
- Quinta campata: Cappella dei Pescatori o Cappella Pascasino. Sull'altare era collocata la statua in gesso della Madonna della Provvidenza o Madonna del buon Consiglio, mutila al punto che un dipinto su tela ne perpetua il ricordo. Nel '900 la cappella fu dedicata a Pascasino, vescovo di Lilibeo, per la sua importanza nella storia del Cristianesimo. Sull'altare di marmo e vetri è posto un dipinto eseguito nel 1979, affresco del pittore Carlo Montarsolo, raffigurante Pascasino, uomo di fede molto stimato ed ammirato da papa Leone Magno per le sue qualità morali e spirituali. In una edicola sulla parete sinistra è posta una statua lignea di San Biagio. Cappella patrocinata dalla Confraternita dei Pescatori.
- Sesta campata: Cappella della Madonna del Rosario già Cappella della Pentecoste. La cappella prende il nome dal gruppo ligneo della Madonna del Rosario raffigurata con San Domenico e Santa Caterina da Siena proveniente dalla chiesa di San Domenico. Il primitivo titolo è rappresentato da una tela secentesca raffigurante la Pentecoste. L'altare in legno e vetro dipinto, tipico prodotto dell'artigianato locale è del XIX secolo. Due tavole raffigurano San Pascasino e San Gregorio, vescovi di Lilibeo, e due angeli in marmo (1934) di Galleni di Viareggio provenienti dall'altare maggiore completano il vano.
- Settima campata: Cappella della Santissima Trinità. Sull'altare il dipinto raffigurante i Santi carmelitani inginocchiati davanti alla Trinità del XVIII secolo fra le tele dei Quattro carmelitani e della Madonna con santi carmelitani. Altare marmoreo opera di Michele Giacalone e dei suoi allievi del 1959, lo scultore Luigi Santifaller di Ortisei eseguì la statua della Madonna del Carmelo nel 1960.

## Transetto destro
- Absidiola destra: Cappella della Madonna del Soccorso o Cappella Liotta. Sull'altare la statua marmorea della Madonna del Soccorso o Madonna della mazza di Giuliano Mancino.[8] Lo scultore con la collaborazione Bartolomeo Berrettaro, è autore della primitiva cappella gentilizia costituita da manufatti marmorei realizzati tra il 1490c. e il 1512, costituiti dal sepolcro del committente Antonio La Liotta † 1512 con raffigurazione d'uomo giacente, cane e rappresentazioni delle Virtù (la Fede, la Giustizia, la Temperanza, la Prudenza, la Fortezza e la Pietà), e di altre due sepolture. Il nobile Girolamo La Liotta † 1599, alla cui famiglia spettava il patronato della Cappella della Madonna del Soccorso e una congiunta † 1600. Alle pareti le tele raffiguranti Sant'Antonio Abate e Pascasino dinanzi alla Trinità e Sant'Antonio Abate con il Bambino Gesù.
  - Transetto destro: Cappella della Purificazione. La tela rappresenta la Purificazione di Maria al Tempio di Antonello Riccio del 1593. La tela fu donata dall'arcivescovo di Messina Antonio Lombardo, cittadino marsalese, ove lo stesso committente è raffigurato in atteggiamento orante, dipinto ispirato all'opera di Girolamo Alibrandi. Proveniente dalla chiesa del Carmine la statua della Madonna con il Bambino o Madonna del Popolo di Domenico Gagini del 1490.[9] Sulla destra il sarcofago a vasca di stile michelangiolesco di Lombardo † 1595.

## Transetto sinistro
- Absidiola sinistra: Cappella del Santissimo Sacramento. La costruzione della cappella è stata patrocinata dalle quattro maestranze: falegnami, sarti, fabbri e calzolai ed è contraddistinta dalle figure dei santi protettori delle quattro arti. Una prima fase, compresa tra il 1518 e il 1530 prevede la realizzazione di una custodia sacramentale marmorea commissionata a Bartolomeo Berrettaro con la collaborazione Giuliano Mancino, artisti già presenti nella fabbrica del duomo con varie opere. Allo scioglimento della società con quest'ultimo, la realizzazione della custodia è condotta dai fratelli Berrettaro. Nel 1524 dopo la morte di Bartolomeo l'onere del completamento e della consegna definitiva della custodia passano al fratello Antonino Berrettaro. Il ciborio deve presentare il rilievo del Calice e Ostia delimitati dalle raffigurazioni dell'Annunciazione e della Crocifissione di Gesù in alto la figura di Dio Padre. Con la scomparsa di Antonino Berrettaro ha avvio una seconda fase di lavori, posti a cavallo tra il 1530 e il 1532 che prevede il completamento delle opere avviate e la realizzazione di un altare con arco, condotti da Antonello Gagini e dal figlio Giandomenico. Intorno alla custodia così definita sono da collocare le dodici formelle con le storie della Passione di Gesù (Ultima Cena, l'Orto di Getsemani, Il bacio di Giuda, La Flagellazione), i due tondi posti in alto con i busti dei profeti Daniele e Geremia, nella predella Cristo e i dodici Apostoli. Presenti le figure dei Quattro Evangelisti, San Giuseppe, dei Santi Crispino e Crispiniano, San Giovanni Battista e San Michele Arcangelo, Sant'Eligio e Sant'Oliva, di serafini, schiere d'angeli e decorazioni d'apparato.[7][10] L'altare è in marmi misti siciliani, ospita due preziosi manufatti di argentieri siciliani: il paliotto e il tabernacolo.
  - Transetto sinistro: è presente la statua del Sacro cuore e una tela di stile barocco raffigurante i Santi Pietro e Paolo. Nell'ambiente è collocata la sepoltura del vescovo di Nemesi Isidoro Spanò.

### Abside
- Abside: presbiterio e altare maggiore.

Ai lati dell'abside, addossate ai piloni, la statue marmoree di San Vincenzo Ferreri del 1554 opera di Giacomo Gagini (già nella chiesa di San Domenico, poi nella chiesa della Madonna della Cava ove subisce lo sfregio dei bombardamenti dell'11 maggio 1943), e di San Tommaso Apostolo del 1516, commissionata da Pietro di Anello, con i rilievi raffiguranti i committenti e lo scudo con le armi di famiglia, opera di Antonello Gagini.
Nel vano absidale è presente il dipinto su tela raffigurante il Martirio di San Tommaso di Canterbury del 1656 opera di Leonardo Milazzo. Il monumentale organo costruito nel 1915 da Michele Polizzi di Modica e l'altare di marmo del 1929, opera dell'artigiano marsalese Michele Giacalone, del 1981 la realizzazione dell'altare liturgico. Del XIX secolo è il monumentale coro ligneo intarsiato con otto scranni per lato. Del XVIII secolo il Crocefisso proveniente dalla chiesa di Santo Stefano e i due grandi candelieri lignei presenti sull'altare.

## Galleria d'immagini

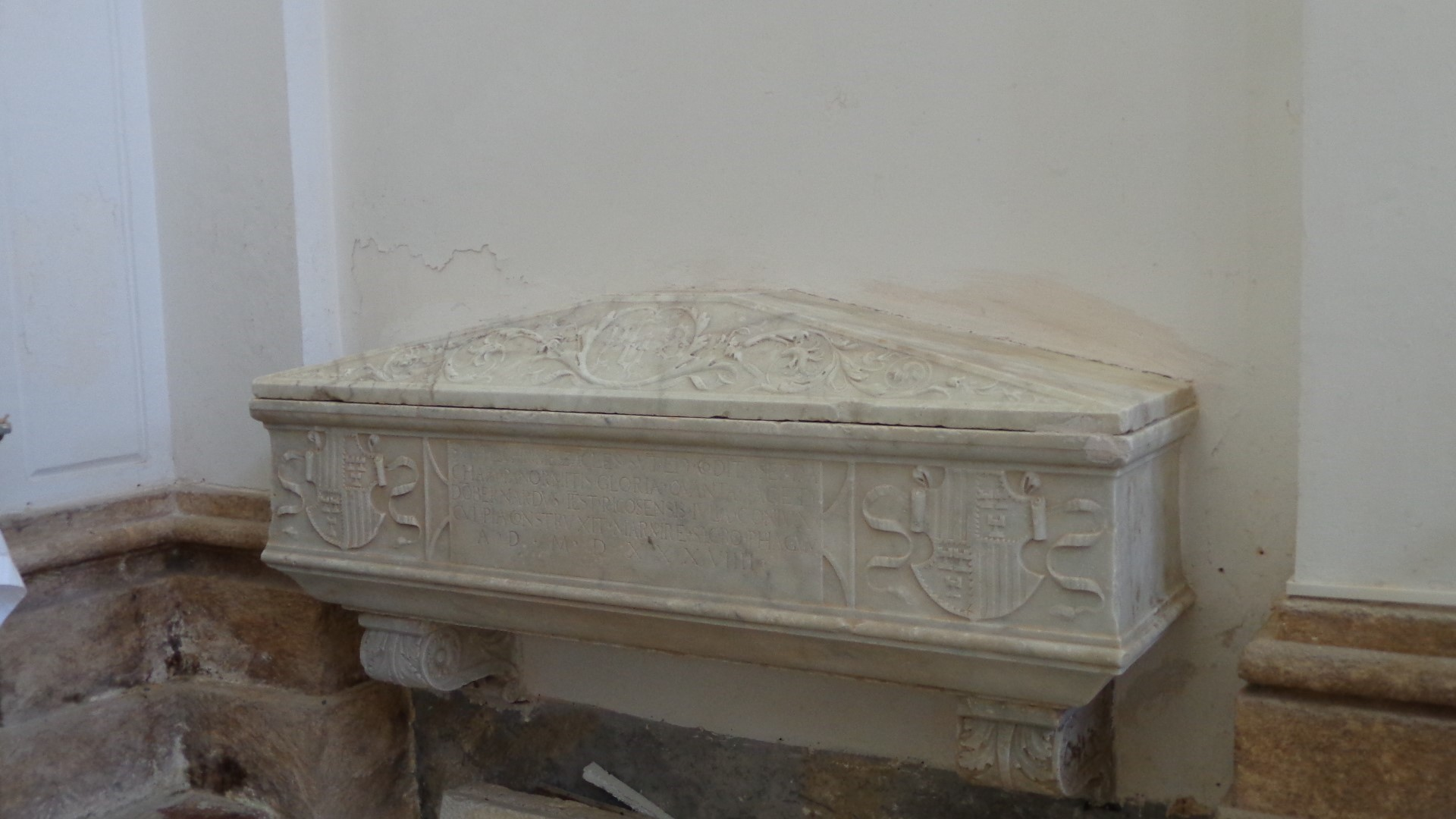
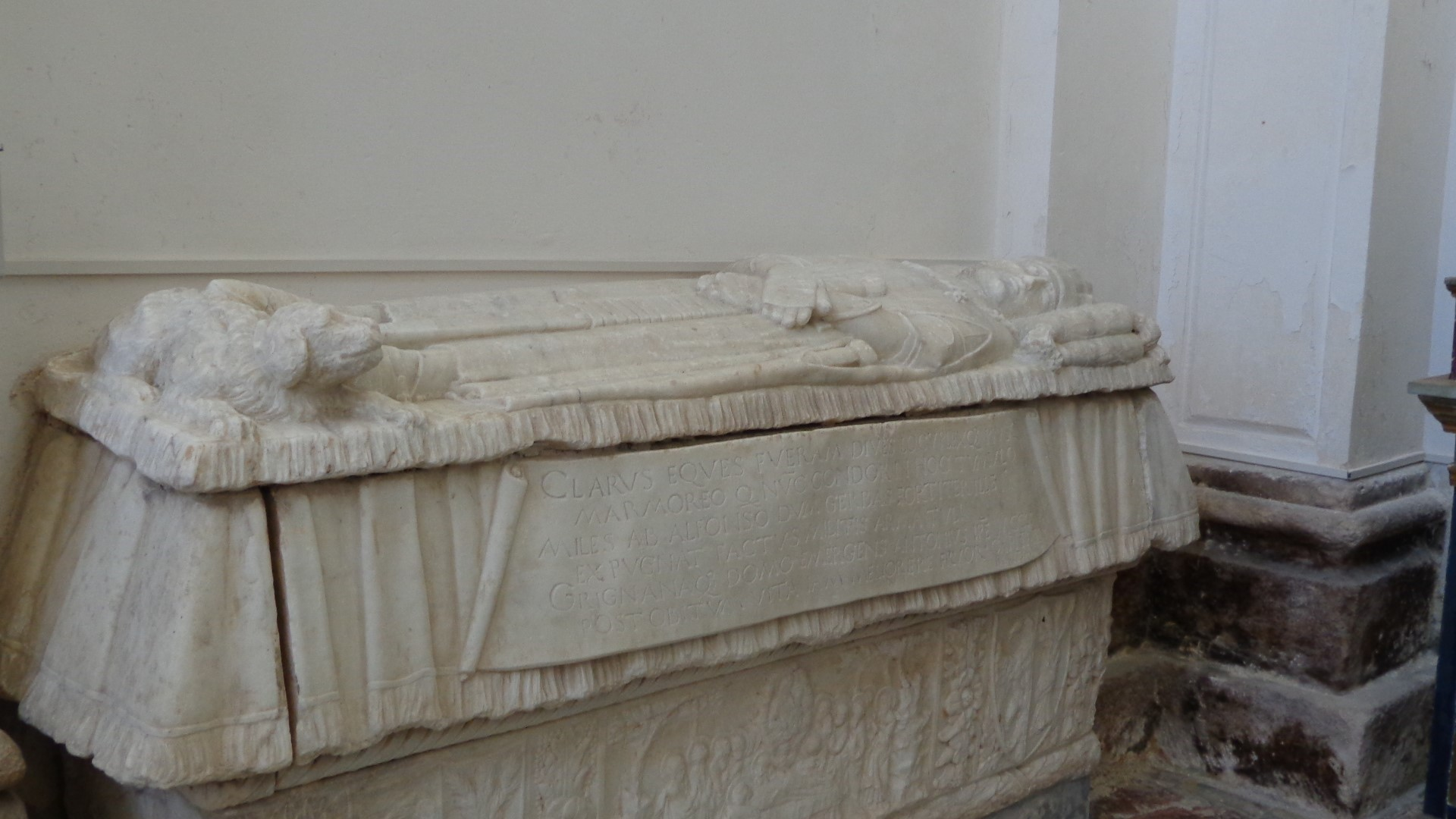
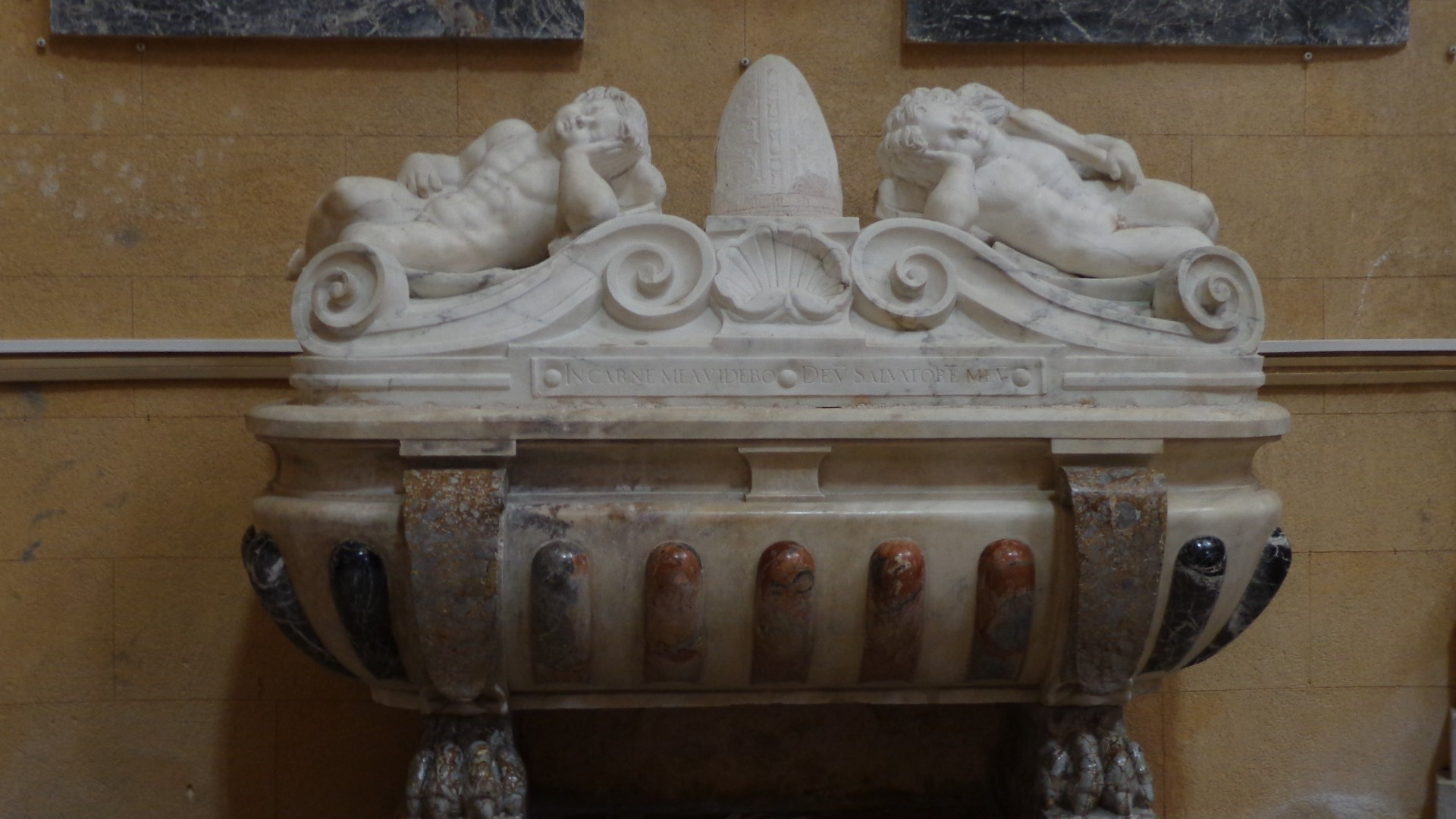
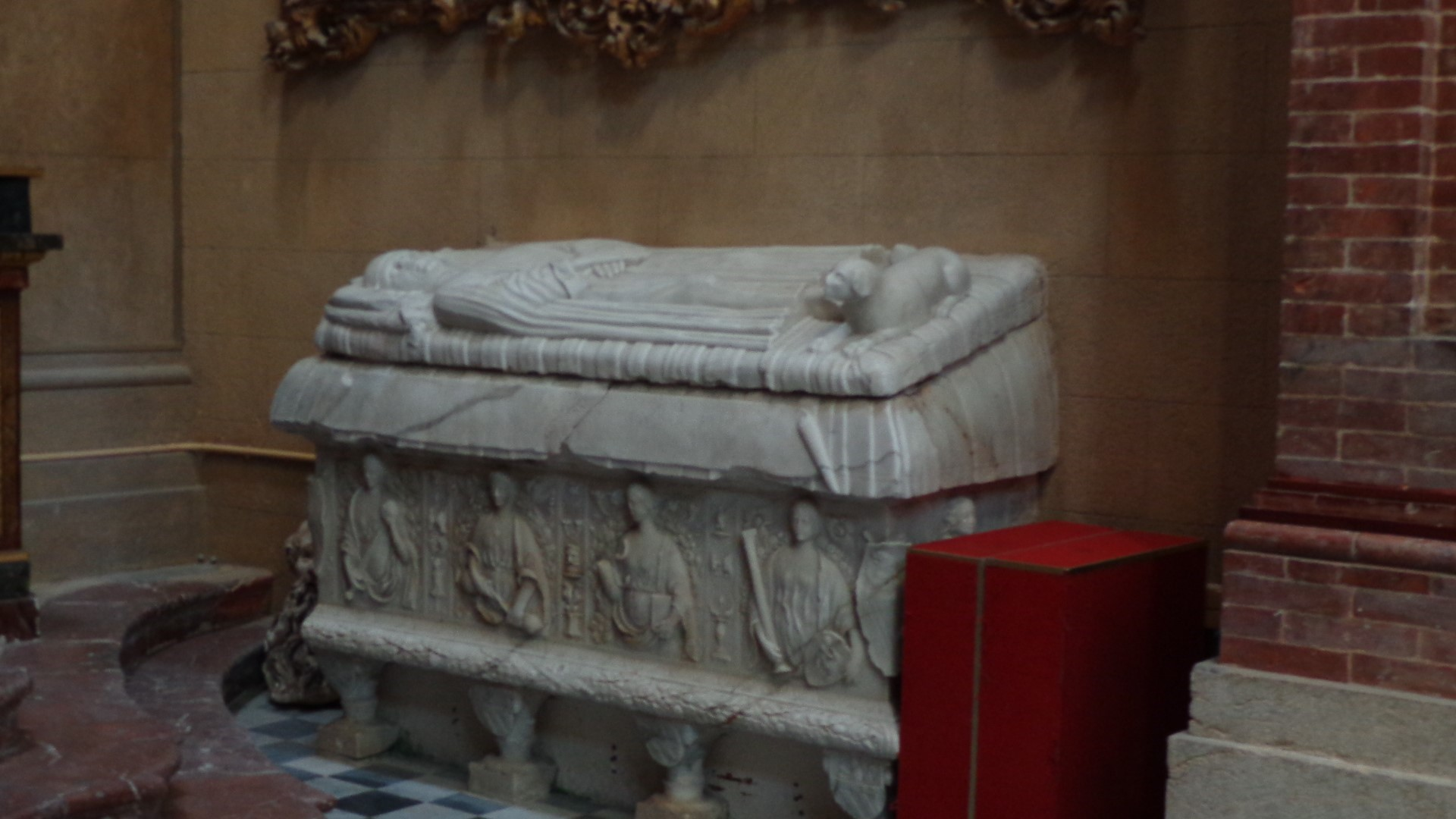
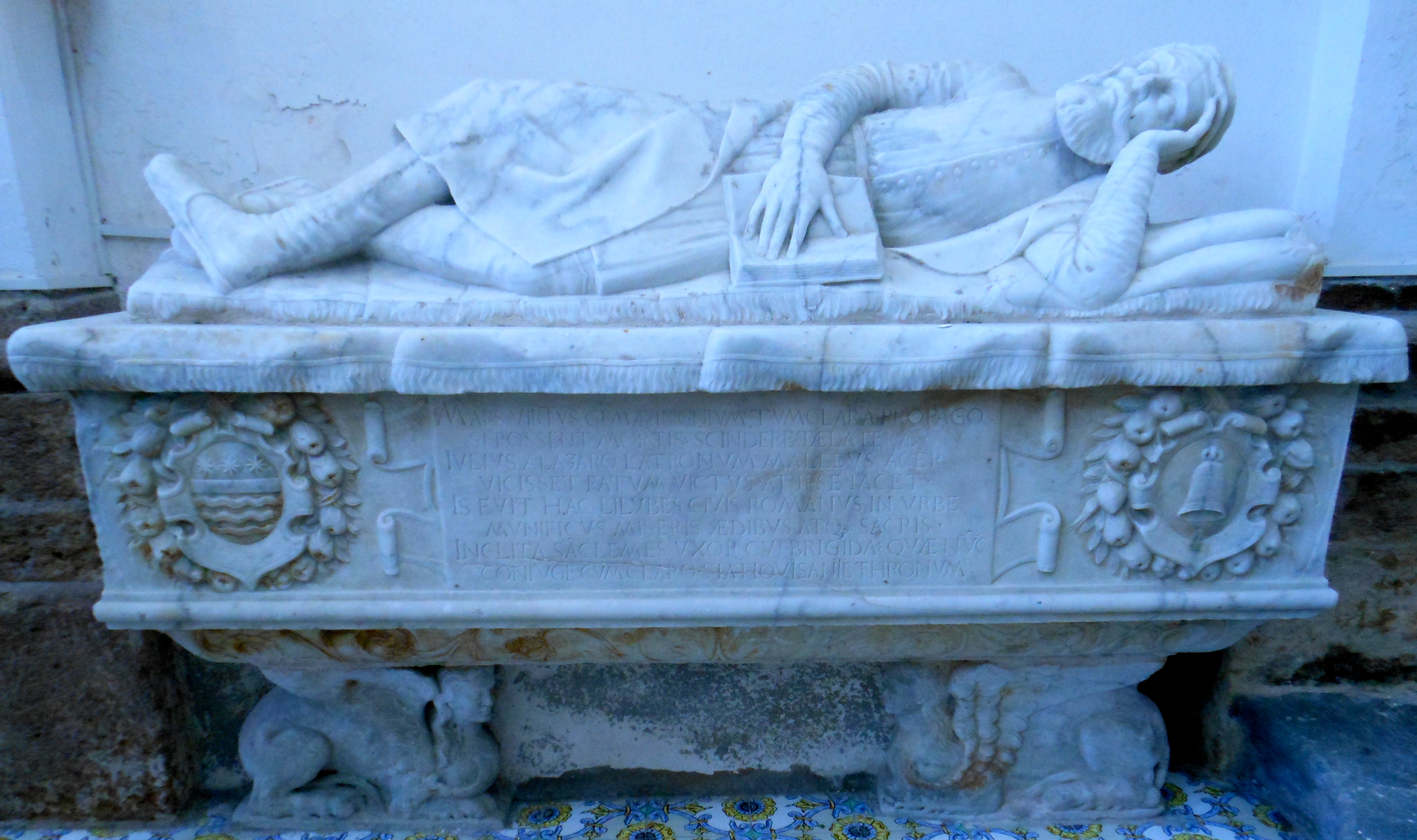
Monumento funebre di Giulio Lazzara e Brigida Sanclemente, opera di Antonino Gaggini